# فرانك سكوت (عازف بيانو)
فرانك سكوت (بالإنجليزية: Frank Scott)‏ هو عازف بيانو أمريكي، ولد في 21 يونيو 1921، وتوفي في 1995.

## وصلات خارجية
- فرانك سكوت على موقع ميوزك برينز (الإنجليزية)
- فرانك سكوت على موقع ديسكوغز (الإنجليزية)